# 莱夫卡斯专区
莱夫卡斯专区（希臘語：Περιφερειακή ενότητα Λευκάδας），是希腊伊奧尼亞群島大區的一个专区。首府为莱夫卡斯。专区面积为359平方公里，2011年人口数量为23,693人。该专区由伊奥尼亚海中萊夫卡斯島、迈加尼西翁岛、卡拉莫斯島、卡斯托斯岛及其他几个小岛组成。

## 行政
莱夫卡斯专区成立于2011年，在当时的卡利克拉提斯改革方案中，希腊所有州份被取消。原莱夫卡斯州作为整体设立为莱夫卡斯专区。莱夫卡斯专区包括两个市镇（括号内为地图中的数字）：
- 莱夫卡斯（1）
- 迈加尼西翁（2）